# Putzleinsdorf
Putzleinsdorf je městys v rakouské spolkové zemi Horní Rakousy, v okrese Rohrbach.

## Počet obyvatel
V roce 2012 zde žilo 1 546 obyvatel.